# Lista de campeãs dos grupos de acesso do carnaval de Porto Alegre
Lista de campeãs dos grupos de acesso do carnaval de Porto Alegre.
| 1958                                                                                               | II              | Embaixadores do Ritmo           | |                             |
| 1962                                                                                               | II              | Aí Vem a Marinha                | |                             |
| 1963                                                                                               | II              | Aí Vem a Marinha                | |                             |
| 1964                                                                                               | II              | Imperadores do Samba            | Rio 400 Carnavais.                                                                                          |                             |
| 1965                                                                                               | II              | Imperadores do Samba            | Festa nas Antilhas.                                                                                         |                             |
| 1967                                                                                               | II              | Fidalgos e Aristocratas         | Os Mongóis.                                                                                                 |                             |
| 1968                                                                                               | II              | Fidalgos e Aristocratas         | Os Três Mosqueteiros.                                                                                       |                             |
| 1976                                                                                               | II              | Império da Zona Norte           | Exaltação à Zumbi dos Palmares                                                                              |                             |
| 1977                                                                                               | II              | Copacabana                      | Viagem ao fundo do Mar.                                                                                     |                             |
| 1978                                                                                               | II              | Realeza                         | Apoteose do samba                                                                                           | [ 1 ]                       |
| 1979                                                                                               | II              | Unidos do Umbu                  | | [ 2 ]                       |
| 1980                                                                                               | II              | Unidos do Umbu                  | | [ 3 ]                       |
| 1981                                                                                               | II              | Realeza                         | Lendas da Lagoa do Abaeté.                                                                                  |                             |
| 1982                                                                                               | II              | Estado Maior da Restinga        | Cassino da Urca                                                                                             |                             |
| 1982                                                                                               | III             | Garotos da Orgia                | |                             |
| 1983                                                                                               | II              | Realeza                         | Triunfal cortejo.                                                                                           |                             |
| 1983                                                                                               | III             | União da Vila do IAPI           | Festa no jardim                                                                                             | [ 4 ]                       |
| 1984                                                                                               | II              | União da Vila do IAPI           | O Trem da Alegria em Direção à Estação da Paz                                                               |                             |
| 1984                                                                                               | III             | Garotos da Orgia                | Eu sou pecado                                                                                               |                             |
| 1985                                                                                               | II              | Embaixadores do Ritmo           | Gosto de gostar de quem gosta de samba.                                                                     | [ 5 ]                       |
| 1985                                                                                               | III             | Imperatriz Dona Leopoldina      | Festa para uma Rainha Negra.                                                                                | [ 5 ]                       |
| 1986                                                                                               | II              | Império da Zona Norte           | Maravilhoso Reino do Zodíaco.                                                                               | [ 6 ]                       |
| 1986                                                                                               | III             | Academia de Samba Relâmpago     | | [ 6 ]                       |
| 1987                                                                                               | II              | Garotos da Orgia                | |                             |
| 1988                                                                                               | II              | Academia de Samba Relâmpago     | Dos Salões à Avenida, os Construtores da Ilusão                                                             | [ 7 ]                       |
| 1988                                                                                               | III             | Estação Primeira da Figueira    | | [ 7 ]                       |
| 1989                                                                                               | II              | Estação Primeira da Figueira    | |                             |
| 1989                                                                                               | III             |                                 | |                             |
| 1990                                                                                               | 1B              | Acadêmicos da Orgia             | Paralelo 30.Porto da Alegria                                                                                | [ 8 ]                       |
| 1990                                                                                               | III             | Filhos da Candinha              | Brasil, conta outra.                                                                                        | [ 8 ]                       |
| 1991                                                                                               | 1B              | Academia Samba Puro             | Fantasias, Um Sonho sem Fim                                                                                 | [ 8 ]                       |
| 1991                                                                                               | III             | União da Tinga                  | Mitos, Lendas, Costumes e Festas do Povo Brasileiro.                                                        | [ 8 ]                       |
| 1992                                                                                               | 1B              | Imperatriz Dona Leopoldina      | Não Existe Pecado Abaixo do Equador.                                                                        | [ 8 ]                       |
| 1992                                                                                               | III             | Realeza                         | |                             |
| 1993                                                                                               | 1B              | União da Tinga                  | Entre o Céu e a Terra, Sonhar não é Pecado.                                                                 |                             |
| 1994                                                                                               | 1B              | Acadêmicos da Orgia             | O Tempo Passou, Mas o Sonho Não Acabou                                                                      | [ 8 ]                       |
| 1994                                                                                               | III             | Mocidade da Lomba do Pinheiro   | Domingo tem grenal.                                                                                         | [ 8 ]                       |
| 1995                                                                                               | 1B              | Império da Zona Norte           | Mandela, da África Brasileira à Ópera da Conquista                                                          | [ 8 ]                       |
| 1995                                                                                               | III             | Unidos do Guajuviras            | Uma viagem através da noite, seus encantos, mistérios e magias.                                             | [ 8 ]                       |
| 1996                                                                                               | Int. A          | Mocidade Lomba do Pinheiro      | Retrato em preto e branco.                                                                                  | [ 8 ]                       |
| 1996                                                                                               | Int. B          | Integração do Areal da Baronesa | Muamba - Falso ou verdadeiro, o que eles fazem para ganhar dinheiro.                                        | [ 8 ]                       |
| 1997                                                                                               | Int. A          | Academia de Samba Praiana       | A Melhor Notícia "Tá" na Gazeta da Praiana.                                                                 | [ 8 ]                       |
| 1997                                                                                               | Int. B          | Unidos de Vila Isabel           | Sou Louco por ti Amor.(Os Cavalheiros do Amores Incessantes).                                               | [ 8 ]                       |
| 1997                                                                                               | Acesso          | Império do Sol                  | Água Mole em Pedra Dura Tanto Bate até que Fura.                                                            | [ 9 ]                       |
| 1998                                                                                               | Int. A          | Unidos de Vila Isabel           | O Portal do Universo. É a Vila Isabel.                                                                      | [ 10 ]                      |
| 1998                                                                                               | Int. B          | Real Academia de Samba          | No esplendor da avenida, a Academia dá a Real                                                               | [ 10 ]                      |
| 1998                                                                                               | Acesso          | Unidos de Estância Velha        | O maior espetáculo da Terra.                                                                                | [ 10 ]                      |
| 1999                                                                                               | Int. A          | Acadêmicos de Gravataí          | De vermelho, preto e branco. A Acadêmicos, ensaboa, ensaboa e vai se ensaboando.                            | [ 11 ]                      |
| 1999                                                                                               | Int. B          | Copacabana                      | Viu no que deu Noé?                                                                                         | [ 11 ]                      |
| 1999                                                                                               | Acesso          | Imperatriz Leopoldense          | | [ 11 ]                      |
| 2000                                                                                               | Int. A          | Academia de Samba Praiana       | www.praiana.com.br                                                                                          | [ 12 ]                      |
| 2000                                                                                               | Int. B          | União da Tinga                  | Acima dos Olhos, Bahia-Sedutora, Mística e Fascinante.                                                      | [ 12 ]                      |
| 2000                                                                                               | Acesso          | Salgueiro                       | Tá-hi Salgueiro, eu fiz tudo pra você gostar de mim.                                                        | [ 12 ]                      |
| 2001                                                                                               | Int. A          | Bambas da Orgia                 | De um pequenino grão de areia.                                                                              | [ 13 ]                      |
| 2001                                                                                               | Int. B          | Academia Samba Puro             | Mitologia do Brasil - Assim Nasceram os Guaranis                                                            | [ 13 ]                      |
| 2001                                                                                               | Acesso          | Fidalgos e Aristocratas         | Jubileu de Ouro - Do Baile de Máscaras do século XX.                                                        | [ 13 ]                      |
| 2002                                                                                               | Int. A          | Academia Samba Puro             | Do Magnetismo das Cores, a Alegria e Paixão de um Povo                                                      | [ 14 ]                      |
| 2002                                                                                               | Int. B          | Protegidos da Princesa Isabel   | A lenda da explosão das cores                                                                               | [ 14 ]                      |
| 2002                                                                                               | Acesso          | Realeza                         | | [ 14 ]                      |
| 2003                                                                                               | Int. A          | Império do Sol                  | Império do Sol, Numa História Fascinante Conta e Encanta a Barra do Ribeiro.                                | [ 15 ]                      |
| 2003                                                                                               | Int. B          | Fidalgos e Aristocratas         | Sou Maria Quitéria, Heroina e Mulher.                                                                       | [ 15 ]                      |
| 2003                                                                                               | Acesso          | Acadêmicos de Niterói           | Reisado. | [ 15 ]                      |
| 2004                                                                                               | A               | Estado Maior da Restinga        | Espelho, Espelho Meu, Existe Alguém Mais Tinga do Que Eu?                                                   | [ 16 ]                      |
| 2004                                                                                               | B               | Império da Zona Norte           | Mandela, da África Brasileira à Ópera da Conquista                                                          | [ 17 ]                      |
| 2004                                                                                               | Acesso          | Acadêmicos da Orgia             | Acadêmicos Canta e Encanta com a Pequena Notável, O Mito.                                                   | [ 17 ]                      |
| 2005                                                                                               | A               | Império da Zona Norte           | Da Baronesa ao Trensurb, o Império faz a Viagem Através da Ferrovia                                         | [ 18 ]                      |
| 2005                                                                                               | B               | Acadêmicos de Niterói           | A Coruja na toca dos Leões.                                                                                 | [ 19 ]                      |
| 2005                                                                                               | Acesso          | Unidos da Vila Mapa             | Criação ou evolução? A Mapa levanta a questão.                                                              | [ 20 ]                      |
| 2006                                                                                               | A               | Unidos de Vila Isabel           | A Mascará e a Serpente, uma Lenda da Tribo Tucunas                                                          | [ 21 ]                      |
| 2006                                                                                               | B               | Filhos da Candinha              | Nas cores do arco-íris um novo mundo é possível.                                                            | [ 21 ]                      |
| 2006                                                                                               | Acesso          | Unidos do Capão                 | Zumbi dos Palmares do sonho à realidade.                                                                    | [ 21 ]                      |
| A partir de 2007 o carnaval de Porto Alegre passou a ter apenas dois grupos: Especial e de Acesso. |                 |                                 | |                             |
| 2007                                                                                               | Acesso          | Acadêmicos da Orgia             | Viagem às ilusões do homem sonhador.                                                                        | [ 22 ]                      |
| 2008                                                                                               | Acesso          | Unidos do Capão                 | Unidos do Capão e Sapucaia do Sul um verdadeiro caso de amor.                                               | [ 23 ]                      |
| 2009                                                                                               | Acesso          | Império do Sol                  | A Império do Sol mostra neste Carnaval: Ser diferente é ser igual.                                          | [ 24 ]                      |
| 2010                                                                                               | Acesso          | Academia Samba Puro             | A Samba Puro desce o morro e anuncia: É Natal!                                                              | [ 25 ]                      |
| A partir do carnaval de 2011 o terceiro grupo foi retomado, agora chamado de grupo de acesso.      |                 |                                 | |                             |
| 2011                                                                                               | A               | Protegidos da Princesa Isabel   | São João acende a fogueira da minha paixão (magia, mística, folclore e ancestralidade do Nordeste)          | [ 26 ]                      |
| 2011                                                                                               | Acesso          | Imperatriz Leopoldense          | Igualdade, dignidade e respeito, a Imperatriz faz do 8 de março uma luta por novas conquistas.              | [ 27 ]                      |
| 2012                                                                                               | A               | Praiana                         | Do Paraíso os Pecados Capitais, Praiana Mostra Sua Ira.                                                     | [ 28 ] [ 29 ] [ 30 ]        |
| 2012                                                                                               | Acesso          | Unidos do Guajuviras            | O Jogo Vai Começar, Sou Mais Guajuviras.                                                                    | [ 31 ] [ 32 ]               |
| 2013                                                                                               | A               | Academia Samba Puro             | Querer é Poder.                                                                                             | [ 33 ]                      |
| 2013                                                                                               | Acesso          | Copacabana                      | Lendas e Mistérios da Amazônia Brasileira.                                                                  | [ 33 ]                      |
| 2014                                                                                               | A               | Copacabana                      | Se eu for falar de Portela, não vou terminar.                                                               | [ 34 ]                      |
| 2014                                                                                               | Acesso          | Realeza                         | Quem tem padrinho, não morre pagão.                                                                         | [ 35 ]                      |
| 2015                                                                                               | A               | Unidos do Capão                 | Líder de uma Família, Herói de uma Nação, Campeão de Tudo, Eterno Capitão.                                  | [ 36 ] [ 37 ]               |
| 2015                                                                                               | Acesso          | Unidos da Vila Mapa             | Do Sonho à realidade, a Vila Mapa é abençoada pela oliveira árvore sagrada e fonte da Vida                  | [ 38 ] [ 39 ]               |
| 2016                                                                                               | Grupão          | Império do Sol                  | Quicumbis e Maçambique. A resistência de um povo. Salve a mãe África                                        | [ 40 ] [ 41 ]               |
| 2017 não ocorreram desfiles dos grupos de acesso.                                                  |                 |                                 | |                             |
| 2019                                                                                               | Série Prata     | Império do Sol                  | Deus Abençoe África - Um cântico de louvação a Otampé Ojarô                                                 | [ 43 ] [ 44 ] [ 45 ] [ 46 ] |
| 2020                                                                                               | Série Prata     | Fidalgos e Aristocratas         | Não Tenha Medo, Não se Avexe! Sou Fidalgos, sou Nordeste, sou Cabra da Peste!                               | [ 47 ]                      |
| 2020                                                                                               | Série Bronze    | Filhos de Maria                 | Okuta | [ 47 ]                      |
| Em 2021 os desfiles foram cancelados.                                                              |                 |                                 | |                             |
| 2022                                                                                               | Série Prata     | Realeza                         | Eles Combinaram de Nos Matar, Nós Combinamos de Não Morrer                                                  | [ 49 ]                      |
| 2022                                                                                               | Série Bronze    | Filhos de Maria                 | Portoanas nº3: Uma Sinfonia em Porto Alegre. A Orquestra que "Villa" Sonhou                                 | [ 49 ]                      |
| 2023                                                                                               | Série Prata     | Copacabana                      | Copacabana Canta "Os Agudás: africanos no Brasil e brasileiros na África"                                   | [ 50 ]                      |
| 2024                                                                                               | Série Prata     | Império do Sol                  | Um Bicentenário com mais de 200 anos! São Leopoldo, a saga histórica da cidade povoada, amada e miscigenada | [ 51 ] [ 52 ]               |
| 2024                                                                                               | Descentralizado | Os Imortais Tricolores          | Os Segredos, Mistérios e Transformações da Noite                                                            | [ 51 ] [ 52 ]               |
| 2025                                                                                               | Série Prata     | União da Tinga                  | A Cura Que Vem da Terra'                                                                                    | [ 53 ] [ 54 ]               |
| 2025                                                                                               | Série Bronze    | Cohab-Santa Rita                | O Mar, Misterioso Mar                                                                                       | [ 53 ] [ 54 ]               |

Denominações
(2ª divisão) Série Prata - Grupão - Grupo A - Intermediário A - 1B - II
(3ª divisão) Descentralizado - Série Bronze - Grupo Acesso - Intermediário B - III
(4ª divisão) Grupo Acesso (atualmente extinto)